# دیوید پتروچی
دیوید پتروچی (انگلیسی: Davide Petrucci؛ زادهٔ ۵ اکتبر ۱۹۹۱) بازیکن فوتبال اهل ایتالیا است.
از باشگاه‌هایی که در آن بازی کرده‌است می‌توان به باشگاه فوتبال چارلتون اتلتیک، باشگاه فوتبال پیتربورو یونایتد، باشگاه فوتبال چای‌کار ریزه‌اسپور، باشگاه فوتبال منچستر یونایتد، باشگاه فوتبال رویال آنتورپ، و باشگاه فوتبال سی‌اف‌آر کلوژ اشاره کرد.
وی همچنین در تیم‌های ملی فوتبال زیر ۱۶ سال ایتالیا، زیر ۱۷ سال ایتالیا، و زیر ۱۹ سال ایتالیا بازی کرده‌است.